# 133536 Alicewhagel
133536 Alicewhagel è un asteroide della fascia principale. Scoperto nel 2003, presenta un'orbita caratterizzata da un semiasse maggiore pari a 2,7551552 UA e da un'eccentricità di 0,1523891, inclinata di 11,97030° rispetto all'eclittica. 
L'asteroide è dedicato alla statunitense Alice Whagel.